# Julio Díez (médico)
Julio Díez (Ciudad de Buenos Aires, Argentina, 8 de octubre de 1895-1 de agosto de 1963) fue un médico cirujano argentino, uno de los pioneros y más destacados especialistas en cirugía vasomotríz de las primeras décadas del siglo XX.

## Biografía
Julio Díez Pradére nació en la ciudad de Buenos Aires el 8 de octubre de 1895, hijo de Ángel Díez y de María Pradére.
Se graduó en la Facultad de Medicina de la Universidad de Buenos Aires en 1921. Experto en práctica anatómica, habiendo ingresado al Hospital San Roque (actual Hospital Ramos Mejía) como practicante en el servicio del doctor Marcelo Viñas en 1923, a los dos años de recibido, se convertía ya en jefe de clínica del citado nosocomio.
Díez comenzó a realizar repetidos viajes a Francia y Alemania para complementar su formación en los servicios de cirugía más destacados de la época, interesándose particularmente en el naciente campo de las operaciones sobre el sistema nervioso efectuadas para aliviar los cuadros de dolor crónico en heridos de la Primera Guerra Mundial.
Fruto de sus investigaciones, en 1924 realizó con éxito la primera denervación del nervio simpático lumbar mediante la resección de los ganglios simpáticos y sus ramos comunicantes para-vertebrales.
En consideración a que las comunicaciones de técnicas similares (Alfred W. Adson, George E. Brown, P.G.Flotow, John Irvine Hunter (1898-1924), Norman Royle (1888-1944)) fueron posteriores, en 1947 el eminente cirujano René Leriche propuso al Congreso Internacional de Cirugía denominar a esa intervención vasomotríz "Operación de J. Díez".
Junto al doctor Gioja, desarrolló una técnica sencilla para el acceso por lumbotomía a las cadenas simpáticas en el espacio retroperitoneal, que sería conocida como de "Díez-Gioja".
En 1932 publicó un libro producto de su experiencia en el uso de la simpaticectomía lumbar.
En 1942 se hizo cargo de la jefatura de la Sala V en el Hospital Torcuato de Alvear y de la sala XI del Hospital Ramos Mejía.
Su servicio de cirugía del Hospital Alvear solía ser visitado por personalidades extranjeras del área. En 1949 el cirujano británico James Learmonth (1895-1967) asistió a dicho servicio entrenándose en la técnica de resección catenar de Díez para la simpaticectomía lumbar, la que poco después fue aplicada en la intervención quirúrgica realizada a Jorge VI de Inglaterra con motivo de una arteriopatía periférica obstructiva. Algunas versiones señalan que el papel de Díez fue más allá de la supervisión y que él mismo efectuó la operación.
En 1957 fue designado profesor titular de la primera cátedra de Clínica Quirúrgica del Hospital de Clínicas José de San Martín, cargo que mantendría hasta su muerte.
Julio Díez falleció en su ciudad natal el 1 de agosto de 1963 a los 67 años de edad.
Estaba casado con Dora Casterán, con quien tuvo un hijo, Julio Alejandro Díez.